# グレーヴェ

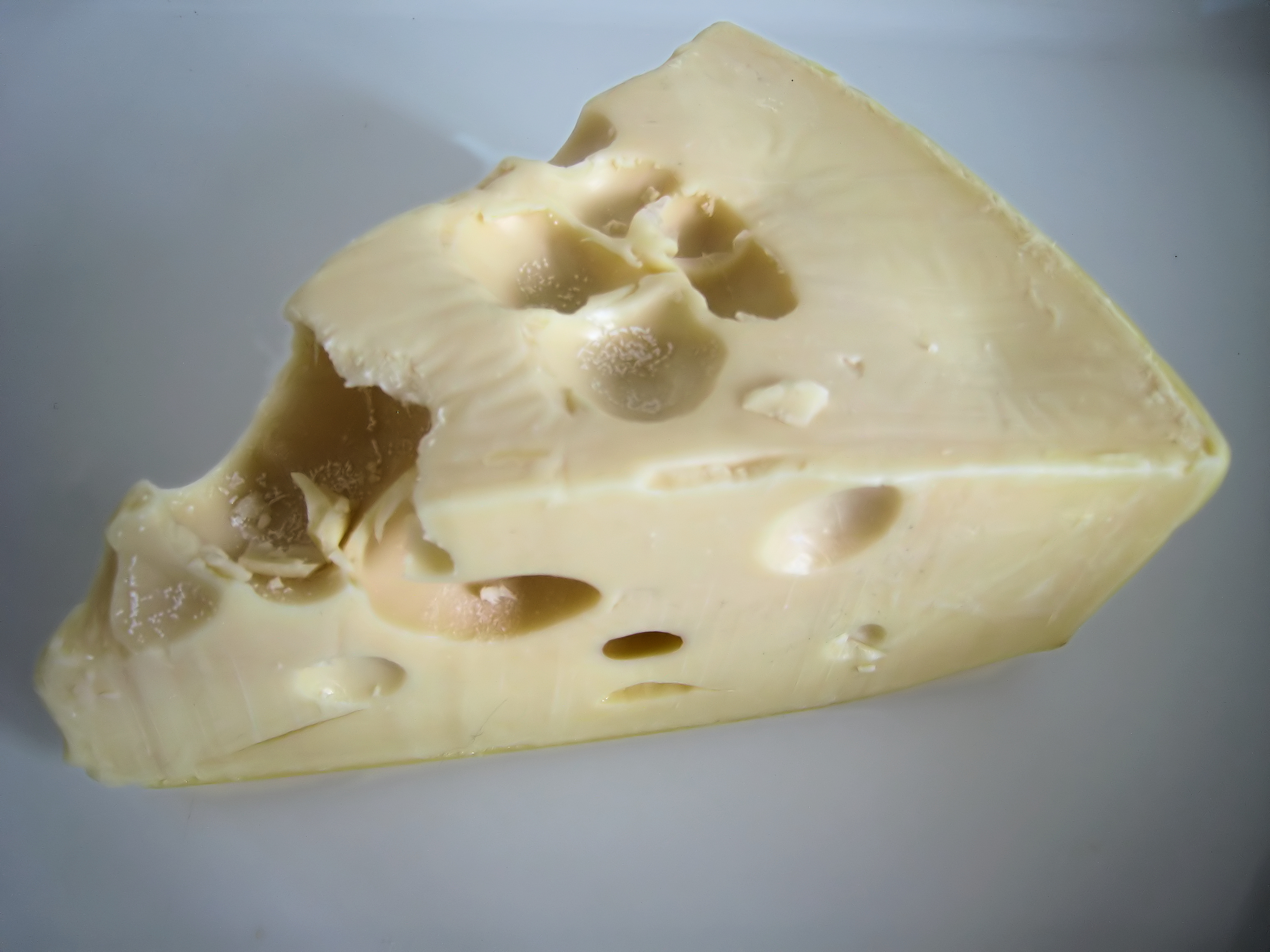
グレーヴェ

グレーヴェ (Grevé) は、牛乳から作られるスウェーデンのチーズである。エメンタールチーズに似ている。脂肪分は30-45%。1964年にエルンシェルツビクで初めて作られた。